# Adobe Animate
Adobe Animate (trước đây là Adobe Flash Professional, Macromedia Flash và FutureSplash Animator) là một chương trình tác giả đa phương tiện và hoạt hình máy tính được phát triển bởi Adobe Systems. Animate được sử dụng để thiết kế đồ họa vector và hoạt hình cho các chương trình truyền hình, video trực tuyến, trang web, ứng dụng web, ứng dụng internet phong phú và trò chơi video. Chương trình cũng cung cấp hỗ trợ cho đồ họa raster, nhúng văn bản, âm thanh và video phong phú và kịch bản ActionScript. Ảnh động có thể được xuất bản cho các hoạt hình và spritesheets HTML5, WebGL, Đồ họa vectơ có thể mở rộng (SVG) và các định dạng Flash Player (SWF) và Adobe AIR.
Nó được phát hành lần đầu tiên vào năm 1996 với tên gọi FutureSplash Animator, sau đó đổi tên thành Macromedia Flash sau khi được Macromedia mua lại. Nó được tạo ra để phục vụ như là môi trường tác giả chính cho nền tảng Adobe Flash, phần mềm dựa trên vector để tạo nội dung hoạt hình và tương tác. Nó đã được đổi tên thành Adobe Animate vào năm 2015 để phản ánh chính xác hơn vị trí thị trường của nó sau đó, vì hơn một phần ba tất cả nội dung được tạo trong Animate sử dụng HTML5.

## Ưu điểm
Phần mềm Adobe Animate được làm đổi mới từ sản phẩm Adobe Flash Professional. Trải qua gần 2 thế kỷ phát triển, Adobe Animate dường như đã trở thành phần mềm chuẩn để người dùng thiết kế nội dung cho website. Ngày nay, Adobe Animate càng trở nên hữu ích với nhiều tính năng mới liên tục được bổ sung và cập nhật như:
- Công cụ điêu khắc: Tạo ra các kiểu dáng mới cho đồ họa vector và raster bằng công cụ biến hình dạng lưới.
- Điều khiển lớp tốt hơn: Bạn có thể sắp xếp các lớp layer theo thứ bậc chính và phụ để tạo ra các hiệu ứng giữa các kiểu hoạt họa.
- Tự động ghép nhạc: Nhờ có Adobe Sensei, Adobe Animate giờ đây có thêm tính năng mới là tự ghép hình dáng đôi môi với âm thanh tương ứng được phát ra.
- Thử nghiệm bản quyền và xuất bản nội dung VR: Sử dụng các kỹ xảo 2D để xuất hiện hiệu ứng 360 VR và bạn sẽ có được trải nghiệm hấp dẫn trong môi trường ảo hóa.

## Đánh giá chung
Như với Anim Animator và hầu hết các phần mềm Adobe khác, Animate CC nằm trong các gói dịch vụ Abobe bản quyền khác nhau. Bạn có thể mua một thuê bao ứng dụng duy nhất từ Adobe với giá 20,99 đô la một tháng nhưng nếu bạn muốn tận dụng tối đa phần mềm này, tốt nhất nên trả thuê bao 52,99 đô la hàng tháng để bạn cũng có thể sử dụng Illustrator và Photoshop. Bởi vì Adobe Animate CC sẽ phát huy được nhiều lợi ích hơn khi sử dụng cùng Adobe Illustrator và Adobe Photoshop. Bạn sẽ có thời gian dùng thử phần mềm miễn phí, tuy nhiên, chỉ kéo dài trong 7 ngày, ngắn hơn nhiều so với hầu hết các bản demo khác.
Nhìn chung, Adobe Animate CC rất dễ sử dụng, nhưng còn thiếu một số tính năng nên khá hạn chế tự do sáng tạo của người dùng. Đây là lý do tại sao nó không được đánh giá cao bằng một số chương trình khác của Adobe. Ví dụ, Adobe Animate CC cung cấp nhiều công cụ hữu ích như onion skinning, brushes và layers giúp người dùng kiểm soát nhiều hơn đối với hoạt hình của mình. Tuy nhiên, chương trình thường dựa vào Illustrator và Photoshop cho một số kỹ năng khác của nó. Các công cụ vẽ tương đối tốt. Người dùng có thể điều chỉnh độ mờ của brushes để phác thảo trực tiếp vào chương trình. Đặc biệt, Adobe Animate CC phản hồi rất tốt với máy tính bảng Wacom, cho phép bạn phác thảo và vẽ một cách nhanh chóng, nhưng bạn sẽ cần phải dựa vào photoshop để tạo ra các bản vẽ tinh tế, chi tiết hơn.
Giống như Adobe Flash, Animate CC cung cấp cho bạn nhiều công cụ để tạo hoạt hình tương tác hoàn hảo cho các trang web và đồ họa game 2D đơn giản. Điều này có nghĩa là bạn có thể cung cấp các liên kết trong phim của mình để người xem nhấp vào. Bạn có thể sử dụng các công cụ khung xương để làm cho các nhân vật dễ điều khiển và chân thật hơn. Sử dụng các công cụ dòng thời gian và khung, bạn có thể hát nhép miệng nhân vật theo âm thanh. Animate CC không có phần mềm ghi lại chuyển động, vì vậy tất cả sẽ cần phải được thực hiện thủ công, từng khung hình.
Ngoài ra, Adobe Animate không có công cụ âm thanh nên không thể ghi và chỉnh sửa âm thanh. Adobe Animate tương thích với hầu hết các tệp hình ảnh bao gồm PSD và AI. Bạn cũng có thể nhập các tệp âm thanh và video như AVI, MP4, MP3 và WAV. Khi bạn sẵn sàng chia sẻ công việc của mình với người khác, bạn có thể lưu các clip của mình dưới dạng tệp AVI, MP4, SMF và GIF. Tuy nhiên, bạn không thể trực tiếp tải phim của mình lên Facebook hoặc YouTube từ trong chương trình.
Adobe tách các hướng dẫn bằng video Animate CC thành hai cấp độ người dùng: Người mới bắt đầu và Người có kinh nghiệm sử dụng. Do đó bạn có thể tìm thấy các hướng dẫn phù hợp, đáp ứng bộ kỹ năng hiện tại của mình và phát triển từ đó. Những hướng dẫn từ hãng dưới dạng: văn bản phát hành, blog kiến thức mở rộng, câu hỏi thường gặp và diễn đàn người dùng chia sẻ kinh nghiệm sử dụng Adobe. Animate CC tương thích với cả Mac và PC.
Animate CC giúp bạn bổ sung thêm các chuyển động trơn tru với bone-rigging, nhưng thiếu trong bộ phận lip-synching. Chương trình này đặc biệt tốt cho bất kỳ ai muốn tạo một trò chơi đơn giản hoặc phim tương tác nơi người xem có thể nhấp vào liên kết để kích hoạt cảnh. Mặc dù nó cung cấp một loạt các công cụ vẽ, nhưng vẫn bị giới hạn so với Photoshop và Illustrator, vì vậy bạn sẽ muốn chuyển đổi giữa các chương trình đó khi tạo phim của mình để có kết quả tốt nhất.

### Định dạng xuất
Adobe Animate CC đã điều chỉnh các tiêu chuẩn web để xuất hình động, giúp mọi người dễ dàng xem trên bất kỳ thiết bj nào máy tính để bàn,thiết bị di động hay TV. Tính năng này như một cuộc cách mạng hóa hoạt hình flash dựa trên web bằng cách loại bỏ yêu cầu bắt buộc phải cài đặt phần mềm trình phát flash (điển hình trong trường hợp Flash Professional Platform) để người dùng có thể xem hình ảnh hiển thị. Với Adobe Animate, người dùng có thể xuất nội dung cho WebGL, HTML5 Canvas, video 4k một cách dễ dàng.
Hơn nữa, bạn có thể tạo các khung hình chính dựa trên sprite và tạo hiệu ứng cho phù hợp bằng cách sử dụng CSS. Việc điều chỉnh các tiêu chuẩn web không có nghĩa là Adobe Animate CC đã hoàn toàn từ bỏ định dạng SWF. Người dùng có đặc quyền xuất tệp của họ sang định dạng Flash Player. Hơn nữa, tính năng Export format của Adobe Animate CC cho phép bạn định dạng sản phẩm thiết kế ở dạng.zip.

### Vector Brush
Một chức năng quan trọng khác mà Adobe Animate mang lại là khả năng tạo vector brushes. Tính năng này tương tự như trong Adobe Illustrator. Với bản cập nhật này trong các công cụ brushing, người dùng có thêm các chức năng tạo sức ép và độ nghiêng khi vẽ các đường và nét nhờ pen hoặc stylus.
Vector brushes rất hữu ích trong việc tạo các đường nét trong các thiết bị cảm ứng. Chiều rộng có thể được thay đổi tùy theo mức độ áp lực bạn tạo khi tạo mẫu. Vì vậy, nếu bạn muốn tạo đồ họa vector 2D bằng cách sử dụng hình dạng, hoa văn, đường cong, v.v … Animate CC sẽ là một lựa chọn tốt.

### Đồng bộ hóa âm thanh
Tính năng dòng thời gian (Audio Syncing) trên ứng dụng cho phép người dùng đồng bộ hóa âm thanh trong hoạt hình. Đây là một tính năng mới mà Animate CC đã bổ sung thêm trong bản cập nhật lần này. Nhờ đó, bạn có thể thực hiện đồng bộ hóa âm thanh cho loạt phim hoạt hình của mình.
Tuy nhiên, thao tác thực hiện đồng bộ hóa âm thanh của Adobe Animate CC mất khá nhiều thời gian với HTML5. Ngoài ra, việc kích hoạt tính năng dòng thời gian cho phép bạn kiểm soát vòng lặp âm thanh trong thiết kế hoạt hình của mình.

### Font (Phông chữ)
Adobe Animate CC hiện đã tích hợp Typekit, bạn sẽ có được vô số phông chữ web cao cấp. Các phông chữ web này sẽ xuất hiện cho các tài liệu canvas HTML5 trong công cụ. Người dùng có thể chọn ra từ hàng ngàn phông chữ chất lượng cao thông qua gói thuê bao.
Bạn có thể thử một số phông chữ được chọn có sẵn trong thư viện Typekit thông qua bất kỳ cấp độ nào của gói Creative Cloud. Sau đó, khi đã đăng ký sử dụng gói thuê bao phù hợp, bạn sẽ có quyền truy cập vào thư viện Typekit hoàn chỉnh để chọn lựa hàng ngàn phông chữ cao cấp cho khung vẽ HTML5.

### Adobe Animate Camera (Máy ảnh Adobe Animate)
Adobe Animate CC giới thiệu chức năng camera ảo. Với sự trợ giúp của tính năng này, bạn có thể dễ dàng kích thích chuyển động của máy ảnh để cho hoạt hình của bạn có cái nhìn chân thực hơn. Làm cho nó đơn giản hơn, bạn có thể dễ dàng thực hiện quét, phóng to và xoay đến hình động. Sử dụng camera ảo trong Animate CC, bạn có thể thêm các hiệu ứng ấn tượng hơn trong khi tạo hoạt hình.
Chẳng hạn, khi đang xây dựng một cảnh chiến đấu trong bộ phim hoạt hình, bạn có thể xoay tại thời điểm cảnh đó thể hiện sự hủy diệt để tạo hiệu ứng kịch tính hoặc bạn có thể phóng to hoặc thu nhỏ và thay đổi sự chú ý của người xem từ điểm này sang điểm khác.

## Ứng dụng
- Bạn dùng Adobe Animate vào thiết kế vector tương tác và các loạt ảnh cho game, ứng dụng, web, các quảng cáo banner…
- Sử dụng Adobe Animate bạn sẽ được thỏa sức sáng tạo với các bộ công cụ hoạt họa hàng đầu trong ngành công nghệ thông tin. Bạn sẽ được phép tạo ra hàng chục, hàng trăm ứng dụng, các quảng cáo… tương thích với mọi loại màn hình. Ngoài ra, bạn có thể tạo được nội dung web tương tác cho game qua các công cụ minh họa và hiệu ứng chuyên nghiệp của sẵn trong Adobe Animate.
- Tạo ra những nhân vật hoạt hình sống động: Bạn chỉ cần phác thảo và vẽ nhân vật ấn tượng chỉ bằng cây cọ vector. Với thao nhấn và xoay là bạn đã vẽ được một nhân vật hoạt hình theo ý của mình. Sử dụng Adobe Animate bạn sẽ không cần lo lắng rằng mình sẽ mất hàng giờ thậm chí cả ngày để vẽ ra các nhân vật cho nội dung. Khi dùng phần mềm Adobe Animate, bạn có thể vẽ nhân vật trong chớp mắt với các cử chỉ như trò chuyện, đi bộ…

## Giao diện làm việc
- stage:Là một giao diện trực quan, cho phép bạn sắp xếp các đối tượng và tạo các chuyển động cho chúng trên đó.
- tool box:Edge Animate sẽ hỗ trợ bạn một số công cụ cơ bản để bạn có thể tạo hình, hiệu chỉnh nhanh một vài đặc điểm của đối tượng.
- properties panel:Mỗi đối tượng của phần mềm Adobe Animate đều có những thuộc tính và tính năng riêng như: kích thước, màu nền, màu viền, đổ bóng.
- Timeline Panel: Là khu vực để bạn điều khiển các hoạt động cho đối tượng.
- Elements Panel: Là nơi chứa các thành phần của trang web.
- Library Panel: Nơi quản lý hình ảnh, font chữ, symbols…

## Lịch sử

### Lịch sử phát triển
Phiên bản đầu tiên của Adobe Flash / Adobe Animate là FutureSplash Animator, một chương trình đồ họa vector và hoạt hình vector được phát hành vào tháng 5 năm 1996. FutureSplash Animator được phát triển bởi FutureWave Software, một công ty phần mềm nhỏ có sản phẩm đầu tiên, SmartSketch, là một chương trình vẽ dựa trên vector cho máy tính dựa trên bút. Với sự bùng nổ của các hệ điều hành hướng bút, nó đã được chuyển sang Microsoft Windows cũng như Classic Mac OS của Apple Inc. Năm 1995, công ty quyết định bổ sung khả năng hoạt hình cho sản phẩm của họ và tạo ra một nền tảng hoạt hình dựa trên vector cho World Wide Web; do đó FutureSplash Animator đã được tạo. (Vào thời điểm đó, cách duy nhất để triển khai các hoạt hình như vậy trên web là sử dụng Java.) Công nghệ hoạt hình FutureSplash được sử dụng trên các trang web như MSN, trang web The Simpsons và Disney Daily Blast của The Walt Disney Company.  
Vào tháng 12 năm 1996, Macromedia đã mua FutureWave và đổi tên thương hiệu cho sản phẩm là Macromedia Flash, một thương hiệu tiếp tục cho 8 phiên bản chính. Adobe Systems đã mua lại Macromedia vào năm 2005 và đổi tên thương hiệu cho sản phẩm Adobe Flash Professional để phân biệt với trình phát, Adobe Flash Player. Nó được đưa vào như một phần của Creative Suite các sản phẩm từ CS3 đến CS6, cho đến khi Adobe loại bỏ dòng Creative Suite để ủng hộ Creative Cloud (CC).
Vào ngày 1 tháng 12 năm 2015, Adobe đã thông báo rằng chương trình sẽ được đổi tên thành Adobe Animate trên bản cập nhật lớn tiếp theo. Động thái này là một phần trong nỗ lực phân tách chương trình khỏi Adobe Flash Player, thừa nhận việc sử dụng nó ngày càng tăng để tác giả nội dung HTML5 và video và nỗ lực bắt đầu không khuyến khích sử dụng Flash Player theo các giải pháp dựa trên tiêu chuẩn web.  Phiên bản đầu tiên dưới tên mới được phát hành ngày 8 tháng 2 năm 2016.  Mặc dù Adobe Animate đang chuyển sang các định dạng tệp chuẩn web, các định dạng Flash (.swf) và Air (.air) vẫn được hỗ trợ chính thức.